# Bryan Griffin
Bryan Michael Griffin (Pomona, 30 aprile 1998) è un cestista statunitense.